# Минералогическая галерея (Париж)
Минералогическая галерея (фр. Galerie de Minéralogie et de Géologie) является частью Парижского музея естествознания. В музее представлена одна из самых старых и престижных коллекций минералов.

## Экспозиция
Коллекция содержит более 600 000 экспонатов, в том числе единственную в мире коллекцию гигантских кристаллов (16-тонный кристалл кварца), а также бывшую королевскую коллекцию драгоценных камней.

## Практическая информация
Галерея находится на территории парижского ботанического сада, ближайшие станции метро — Austerlitz и Jussieu.
Время работы: 10:00 — 17:00, музей закрыт по вторникам и 1 мая.